# آقداش (تبریز)
آقداش یکی از روستاهای استان آذربایجان شرقی است که در دهستان اسپران بخش مرکزی شهرستان تبریز واقع شده‌است.این روستا ۱۴۹ نفر جمعیت دارد.